# Vinderup Bibliotek
Vinderup Bibliotek er et folkebibliotek, der organisatorisk er en filial til Holstebro bibliotek. Biblioteket er beliggende i stationsbyen Vinderup i den nordøstlige del af Holstebro Kommune. Vinderup Bibliotek har til huse i de bygninger der tidligere var rådhus for Vinderup Kommune indtil kommunesammenlægningen 1. januar 2007.
Biblioteket har fælles indgang med Borgerservice. Der er daglig kørsel med materialer mellem Vinderup Bibliotek og de øvrige biblioteker i Holstebro Kommune. 

## Vinderup Biblioteks historie
Bibliotekssagen i Vinderup og omegn, har en lang historie bag sig. Således blev der i 1844 dannet en Folkebogssamling i Sevel, med Pastor P. Johs Bøtcher som formand for samlingens bestyrelse. I 1893 blev der oprettet en tilsvarende forening i Vinderup by – som tiltrak mange nye indbyggere i disse år.
I første halvdel af det. 20. århundrede var den centrale person for udviklingen af biblioteksvæsenet på egnen Jens Maarbjerg, der bl.a. stiftede en biblioteksforening og var hovedmanden bag en ny biblioteksbygning. En bygning der blev indviet i 1938.

### Tidslinje
- 1893: Vinderup og omegns Folkebogssamling stiftes d. 25. marts. Hovedmanden bag er lærer K. Kristiansen. Grundstammen for samlingen er 88 bøger og skrifter fra ”Udvalget til Folkeoplysningens Fremme”
- 1900: Bogsamlingen er oppe på 300 bind
- 1918: gårdejer Jens Maarbjerg, Aal bliver formand. Ved 25 års jubilæet er samlingen på 865 bind.
- 1924: Der stiftes en biblioteksforening for Vinderup og Omegn, der giver basis for en læsestue. Der er i mellemtiden blevet ansat en bibliotekar, Kathrine Larsen, og lejet et mindre selvstændigt lokale, hvorfra bøgerne udlånes.
- 1937: Jens Maarbjerg sætter sig i spidsen for en byggefond, der indsamler 6000 kr. Der købes en grund af statsbanerne på Nørgaardsvej.
- 1938: Grundstenen til det nye bibliotek (der i dag huser Vinderup Lokalhistoriske Arkiv) lægges d. 13. juni og det nye bibliotek indvies d. 25. november. Bygningen er tegnet af Arkitekt Tage Hansen, Skive, og kostede 19.000 kr. at bygge. I Skive Folkeblad blev den beskrevet som Danmarks smukkeste stationsby-bibliotek. Biblioteks bogbestand er vokset til 2376 bind.
- 1942: Hjerlfonden skænker 3 egnsbilleder til biblioteket udført af kunstmaler Niels Holbak.
- 1965: Sahl kommune overtager 1. april 1965 Vinderup bibliotek med ca. 7000 bind. Gældfrit og med formue på 16.000 kr. (hovedsageligt opnået gennem Maarbjerg-fonden, en testamentarisk fond fra Jens Maarbjerg, der døde i 1956.) Bibliotekaren i disse år er fhv. gårdejer L. Hesel-Madsen
- 1972: Bibliotekar Ulla Foldø afløser Hesel-Madsen som biblioteksleder.
- 1976: Biblioteket flytter til en nybygget træbygning på Toften 40, som bliver indviet den 27. april 1976. De 310 m2 kostede kr. 628.000,- at bygge. Biblioteket forsætter som et deltidsbibliotek.
- 1985: Biblioteksbygningen får tilføjet en tilbygning på 112 m2. Prisen er kr. 396.340,-
- 1997: Efter mange år hvor man har søgt om dispensation til fortsat at være et deltidsbibliotek, går man over til heltidsstatus. Det sker efter krav fra Herning Centralbibliotek, om at biblioteket selv skal kunne løse egne opgaver. I spidsen for biblioteket er den nyansatte leder Karin Maan.
- 1999: Efter stor lokal- og mediebevågenhed nedlægges biblioteksfilialerne på Vinderup kommunes skoler. Samtidig oprettes der internetadgang på biblioteket
- 2000: Filialerne i Mogenstrup, Herrup og Ryde holder åbent for sidste gang d. 22.6. På det tidspunkt er filialerne i Sevel og Ejsing begge lukket.
- 2003: Vinderup Bibliotek indleder bibliotekssamarbejde med Lemvig og Thyborøn-Harboøre kommuner i det der bliver kaldt Limfjordsbibliotekerne. Det sker for at udnytte fælles systemer, materialesamlinger, webside og administration.
- 2007: Sammenlægningen af Holstebro, Vinderup og Ulfborg kommuner, betyder at Vinderup Bibliotek bliver et lokalbibliotek i Holstebro Kommune. Ny daglig leder bliver Anne Marie West.
- 2008: Vinderup Bibliotek flytter fra adressen Toften 40 til det tidligere rådhus på Grønningen 1.
- 2009: Holstebro Kommunes bogbus ændrer køreplan, så den også får stoppesteder i det gamle Vinderup Kommune
- 2010: Anne Kjær Abildskov ansættes som ny daglig leder, da Anne Marie West går på efterløn